# Менжинское сельское поселение
Менжинское се́льское поселе́ние — муниципальное образование в Сладковском районе Тюменской области Российской Федерации.
Административный центр — село Менжинское.

## История
Статус и границы сельского поселения установлены Законом Тюменской области от 5 ноября 2004 года № 263 «Об установлении границ муниципальных образований Тюменской области и наделении их статусом муниципального района, городского округа и сельского поселения».

## Население
| 2010 | 2011 | 2012 | 2013 | 2014 | 2015 | 2016 |
| ---- | ---- | ---- | ---- | ---- | ---- | ---- |
| 817  | ↘813 | ↘771 | ↘754 | ↘699 | ↘686 | ↘657 |
| 2017 | 2018 | 2019 | 2020 | 2021 |      |      |
| ↘636 | ↘605 | ↘573 | ↘565 | ↗634 |      |      |

## Состав сельского поселения
| № | Населённый пункт | Тип населённого пункта       | Население |
| - | ---------------- | ---------------------------- | --------- |
| 1 | Малый Куртал     | деревня                      | 85        |
| 2 | Менжинское       | село, административный центр | 325       |
| 3 | Новониколаевка   | деревня                      | 11        |
| 4 | Политотдельский  | посёлок                      | 80        |
| 5 | Рождественка     | деревня                      | 186       |
| 6 | Станиченская     | деревня                      | 47        |
| 7 | Шадринка         | деревня                      | ↘83       |